# William Berntsen
Pour les articles homonymes, voir Berntsen.
William Berntsen est un skipper danois né le 25 mars 1912 et mort le 14 septembre 1994 à Frederikssund. Il est le frère de Ole Berntsen.

## Carrière
William Berntsen obtient une médaille de bronze olympique dans la catégorie des Dragon lors des Jeux olympiques d'été de 1948 à Londres. Douze ans plus tard, il obtient une médaille d'argent dans la catégorie des 5.5 Metre lors des Jeux olympiques d'été de 1960 à Rome.